# Riding (Fraunberg)
Riding ist ein Ortsteil der Gemeinde Fraunberg, Landkreis Erding, Oberbayern.

## Lage
Das Pfarrdorf liegt rund 1,5 Kilometer nördlich von Fraunberg. 

## Baudenkmäler
Im Ort befindet sich die Kirche St. Georg, im Kern ein gotischer Saalbau, errichtet gegen 1500, mit spätgotischem Kirchturm und Vorhalle, der von Hans Kogler 1698–1704 tiefgreifend barockisiert wurde.